# بيرت واتسون (لاعب كرة قدم أسترالية)
بيرت واتسون (بالإنجليزية: Bert Watson)‏ هو لاعب كرة قدم أسترالية أسترالي، ولد في 23 أكتوبر 1878 في هورشام في أستراليا، وتوفي في 5 مارس 1961.

## وصلات خارجية
- بيرتن واتسون على موقع AustralianFootball.com (الإنجليزية)
- بيرتن واتسون على موقع AFLtables.com (الإنجليزية)